# Підсоснів
Підсо́снів — село в Україні, у Львівському районі Львівської області. Населення становить 178 осіб. Орган місцевого самоврядування — Давидівська сільська рада.

## Населення
За даним всеукраїнським переписом населення 2001 року, в селі мешкало 178 осіб. Мовний склад села був таким:
| Мова       | Число ос. | Відсоток |
| ---------- | --------- | -------- |
| українська | 178       | 100      |

## Історія
Бенедикт із Жабокруків був посідачем села «з рук» князя Владислава Опольчика.
Згадується 4 травня 1472 року в книгах галицького суду.

## Символіка
Затверджена 23 грудня 2005р. рішенням сесії сільської ради. Автор - Р.Серцелевич.

### Герб
Щит розтятий срібним і лазуровим. У першій частині на зеленій землі сосна з чорним стовбуром і зеленою кроною. У другій частині срібна сокира із золотим руків'ям. Щит обрамований декоративним картушем i увінчаний золотою сільською короною. 

### Прапор
Квадратне полотнище складається з трьох рівновеликих низхідних діагональних смуг зеленого, блакитного і зеленого кольорів. На зелених смугах по одній жовтій соснової шишці. На блакитний смузі біла сокира з жовтим руків'ям.

## Церква
- Храм Різдва Пресвятої Богородиці збудований у 1881 р. (ПЦУ). Належить до Пустомитівського деканату, Львівської єпархії УАПЦ.

## Відомі люди
- Патер Іван Григорович — український історик.